# Okręg wyborczy Robertson
Okręg wyborczy Robertson (ang. Division of Robertson) – jednomandatowy okręg wyborczy do Izby Reprezentantów Australii, położony w stanie Nowa Południowa Walia.
Pierwsze wybory odbyły się w nim w 1901 roku, a jego patronem jest premier Nowej Południowej Walii John Robertson (1816–1891).
Od 2013 roku posłem z tego okręgu był Lucy Wicks z Liberalnej Partii Australii.

## Lista posłów
Lista posłów z okręgu Robertson:
| okres urzędowania | poseł                   | przynależność                                    |
| ----------------- | ----------------------- | ------------------------------------------------ |
| 1901–1909         | Henry Willis            | Partia Wolnego Handlu, Partia Antysocjalistyczna |
| 1909–1910         | Henry Willis            | Związkowa Partia Liberalna                       |
| 1910–1913         | William Johnson         | Australijska Partia Pracy                        |
| 1913–1917         | William Fleming         | Związkowa Partia Liberalna                       |
| 1917–1921         | William Fleming         | Nacjonalistyczna Partia Australii                |
| 1921–1922         | William Fleming         | Partia Agrarna                                   |
| 1922–1931         | Sydney Gardner          | Nacjonalistyczna Partia Australii                |
| 1931–1940         | Sydney Gardner          | Partia Zjednoczonej Australii                    |
| 1940–1943         | Eric Spooner            | Partia Zjednoczonej Australii                    |
| 1943–1949         | Thomas Williams         | Australijska Partia Pracy                        |
| 1949–1964         | Roger Dean              | Liberalna Partia Australii                       |
| 1964–1969         | William Bridges-Maxwell | Liberalna Partia Australii                       |
| 1969–1990         | Barry Cohen             | Australijska Partia Pracy                        |
| 1990–1996         | Barry Cohen             | Australijska Partia Pracy                        |
| 1996–2007         | Jim Lloyd               | Liberalna Partia Australii                       |
| 2007–2010         | Belinda Neal            | Australijska Partia Pracy                        |
| 2010–2013         | Deborah O’Neill         | Australijska Partia Pracy                        |
| od 2013           | Lucy Wicks              | Liberalna Partia Australii                       |